# Xã Liberty, Quận Plymouth, Iowa
Xã Liberty (tiếng Anh: Liberty Township) là một xã thuộc quận Plymouth, tiểu bang Iowa, Hoa Kỳ. Năm 2010, dân số của xã này là 315 người.